# Бе-10
Бе-10 (по кодификации НАТО: Mallow — «Просвирник») — советский реактивный гидросамолёт (летающая лодка). Создан в ОКБ Бериева.
Основное назначение самолета: разведка в открытом море , высотное торпедометание и бомбометание по кораблям. Дополнительные задачи: постановка минных заграждений, бомбометание с горизонтального полета по военным базам и береговым сооружениям. Боевые задачи должны были выполняться в любое время суток в сложных метеоусловиях в открытом море.
Единственная в мире летающая лодка с турбореактивными двигателями, выпускавшаяся серийно. Однако ближайший аналог Martin P6M Seamaster  выпускался также серийно (было построено 12 машин).
Первый полёт совершил 20 июня 1956 года. Самолёт продемонстрирован на воздушном параде в Тушино в 1961 году. Бе-10 строился малой серией в 1956—1961 годах, в общей сложности выпущено 27 машин. На этом самолёте было установлено 12 мировых рекордов, в том числе рекорд скорости для гидросамолётов — 912 км/ч. 
Самолёт не был принят на вооружение, однако в 1959—1963 годах ограниченно эксплуатировался авиацией Черноморского флота (977-й ОМДРАП, с 1961 года — 318-й отдельный морской противолодочный авиаполк (ОМПЛАП).
В 1968 году Бе-10 окончательно выведены из эксплуатации.

## История создания
С началом эры реактивной авиации встал вопрос о создании отечественной боевой реактивной летающей лодки. В 1947 году ОКБ Г. М. Бериева приступило к разработке реактивного гидросамолета - морского разведчика Р-1. Р-1 после длительных доработок стал успешно летать только к 1953 году, но к этому времени самолет успел технически устареть и запускать его серийно не имело смысла.
8 октября 1953 года вышло постановление Совмина о разработке реактивной летающей лодки Бе-10.
Заданием предусматривалось, что самолет должен иметь максимальную скорость 950-1000 км/ч, дальность полета 3000 км, потолок 14000-15000 м, взлетать и садиться на водную поверхность при высоте волны до 1,5 м, при скорости ветра до 20 м/с. На государственные испытания самолет необходимо было предъявить к ноябрю 1955 г. Второй экземпляр самолета предписывалось изготовить в варианте амфибии.
К июлю 1954 года проектирование самолета было закончено и макет планера был передан на статические испытания. Строительство первого летного экземпляра самолета проходила на Таганрогском авиационном заводе им. Димитрова. Опытный экземпляр Бе-10 (изделие М) был построен в октябре 1955 года. В декабре 1955 года гидросамолет, в специальном плавучем доке, отбуксировали в бухту г. Геленджик, где была возможность проводить испытания круглый год. В воздух первый опытный Бе-10 поднялся 20 июня 1956 года. Полёт длился 20 минут и прошел нормально.
При проектировании Бе-10 большое внимание уделили технологичности конструкции. Были внедрены новые технологические процессы: химическое фрезерование, ультразвуковая пайка, гибка трубопроводов с гидронаполнением, изготовление обшивки методом обтяжки с растяжением и др. Для обеспечения водонепроницаемости лодки, впервые, сборка велась с применением герметика. Началось внедрение крупногабаритных элементов , что позволило снизить вес самолета.
По результатам государственных испытаний гидросамолет Бе-10 рекомендовался к принятию на вооружение авиации ВМФ. Онако отмечалось, что самолет не в полной мере соответствует требованиям заказчика. В ходе испытаний были выявлены несколько проблем в конструкции и в условиях технического обслуживания самолета. Со временем морская авиация фактически прекратила эксплуатацию Бе-10, и самолеты простаивали на берегу.
Несмотря на непродолжительную эксплуатацию гидросамолет Бе-10 занимает важное место в истории авиации. Он стал первой серийной летающей лодкой с турбореактивными двигателями.

## Конструкция

### Основные конструктивные решения
Гидросамолет Бе-10 - цельнометаллическая летающая лодка с двумя турбореактивными двигателями, высокорасположенным стреловидным крылом и стреловидным горизонтальным и вертикальным оперением. Экипаж три человека — лётчик, штурман и стрелок-радист.
- Фюзеляж — двухреданная лодка. Лодка разделялась водонепроницаемыми перегородками на девять отсеков, что обеспечивало удержание самолета на плаву при затоплении любых двух отсеков. В переборках имелись герметизируемые в закрытом положении проходы. В герметичном переднем и кормовом отсеках располагались кабина лётчика и штурмана и кабина стрелка-радиста. В зареданной части лодки размещался грузовой отсек для подвески боевой нагрузки. Отсек оснащался палубным и двухстворчатыми нижними люками..[3]
- Крыло — двухлонжеронное кессонного типа выполнено по схеме «чайка». Крыло состоит из центроплана и двух отъёмных частей. Механизация крыла — однощелевые закрылки и элероны. На концах консолей крыла были установлены неубирающиеся подкрыльевые поплавки.[3]
- Хвостовое оперение — стреловидное. Стабилизатор и киль двухлонжеронной конструкции с работающей обшивкой. Рули высоты и руль направления имели аэродинамическую компенсацию и оснащались триммерами с электроприводом, а управление триммером руля высоты дублировалось тросовой проводкой.[3]
- Шасси — для перемещения гидросамолета по суше, а также для спуска на воду и выкатки на берег из воды использовалось съёмное перекатное шасси с нетормозными колесами.[3]
- Силовая установка — два турбореактивных двигателя АЛ-7ПБ мощностью по 7500 л.с., установленных в гондолах под центропланом. Для автономного запуска двигателей на плаву использовался турбостартер ТС-19. Топливо — керосин —находилось в двух лодочных и в шестнадцати крыльевых мягких баках. Общий запас топлива составлял 18750 кг. Заправка топливом осуществлялась централизованно.  Был предусмотрен аварийный слив топлива в воздухе.[3]
- Система управления — механическая, от штурвала и педалей летчика жёсткая проводка, в штурвальной колонке — тросовая. Компенсация усилий на органах управления в каналах курса и крена обеспечивалась пружинными сервокомпенсаторами и триммерами. К проводке управления по параллельной схеме подключались рулевые машинки автопилота. Водяной руль был синхронизирован с управлением руля направления и поворачивался с помощью гидроусилителя.[3]
- Вооружение — две носовые неподвижные однопушечные установки и кормовая установка под две пушки. Все орудия калибра 23 мм. Стрельба из носовых пушек производилась из кабины летчика, где имелся коллиматорный прицел. Кормовая установка была снабжена прицельной станцией с радиоэлектронным дальномером. Бомбардировочное вооружение в различных вариантах загрузки включало торпеды, мины и авиабомбы. Максимальная боевая нагрузка — 3360 кг, нормальная — 1500 кг.  Управление сбросом боевой нагрузки электрическое. Бомбометание производилось при помощи прицела.[3]

### Оборудование
- Высотное оборудование обеспечивало нормальную жизнедеятельность членов экипажа, поддерживало нужный микроклимат в кабинах экипажа. Воздух для кондиционирования отбирался от компрессора двигателя. Рабочие места были оборудованы кислородной системой.
- Противообледенительная система защищала от обледенения передние кромки крыла и хвостового оперения, передние кромки воздухозаборников двигателей и остекление кабин экипажей.[3]
- Электросистема: источники электроэнергии — два генератора постоянного тока. Аварийная система питалась от аккумуляторной батареи. Для питания отдельных систем самолета имелись системы однофазного и трёхфазного переменного тока. Напряжение постоянного тока на борту — 27 В.
- Аварийно-спасательное оборудование — катапультные кресла, спасательные жилеты, парашюты с индивидуальными спасательными лодками и пятиместная надувная лодка.[3]
- Гидравлическая система состоит из двух независимых гидросистем: основная с насосами на двигателях и запасная с электроприводным насосом. Давление в гидросистеме — 150 атм.
- Пневмосистема: источник сжатого воздуха — два компрессора, установленные на двигателях и пневматические баллоны. Давление в пневмосистеме — 150 атм.[3]
- Радиоэлектронное оборудование — радиоэлектронная станция поиска надводных целей, радиовысотомеры больших и малых высот, радиоаппаратура слепой посадки, радиокомпас, радиостанция дальней связи и аварийная радиостанция, самолётное переговорное устройство, аппаратура опознавания, радиоэлектронная аппаратура защиты, система выброса дипольных отражателей, аппаратура предупреждения об облучении и др.
- Пилотажно-навигационное оборудование — полный комплект современного для того времени оборудования, включая автопилот.[3]
- Фотооборудование — аэрофотоаппараты для плановой, перспективной и ночной фотосъёмок. Управление фотоаппаратами — дистанционное из кабины штурмана.
- Морское оборудование — донный якорь с бортовой лебедкой и запасным тросом, два плавучих якоря, водооткачивающие насосы и др.[3]

## Аварии и катастрофы
- 29 июня 1960 в ходе испытательного полёта военного лётчика-испытателя Ю. А. Цырулёва произошла жёсткая посадка самолёта на воду, приведшая с серьёзным повреждениям самолёта, пострадал стрелок-радист Н. А. Авдеенко.
- 25 мая 1961 года случилась катастрофа в Ростовской области близ Таганрога. При выполнении контрольного полёта погибли командир экипажа лётчик-испытатель Герой Советского Союза И. Д. Занин и штурман Б. А. Головченко, радисту-испытателю А. В. Ляшкову удалось спастись. Сразу после отрыва от воды самолёт потерял управление и столкнулся с поверхностью моря. Фюзеляж разломился пополам и загорелся. Причиной признана ошибка экипажа — резкое увеличение угла атаки на недостаточной для отрыва скорости (возможно, это произошло из-за случайного срабатывания системы отката кресла пилота при разбеге).[4]
- 14 октября 1961 года при заходе на посадку на гидроаэродром Донузлав из-за ошибки военного лётчика А. Г. Гордеева самолёт зарылся в воду, при этом у него отломилась хвостовая часть. Погиб помощник штурмана эскадрильи Анатолий Тазетдинов.
- 22 мая 1962 года случилась катастрофа при взлёте с гидроаэродрома Донузлав[5].
- 16 августа 1963 года, при взлёте с гидроаэродрома Донузлав, потерпел катастрофу самолёт Бе-10, пилотируемый ст. л-том Кузьменко Ф. Ф. Погибли: штурман корабля — начальник ВОС полка майор Даниленко П. С., воздушный стрелок-радист — начальник связи полка м-р Терешин И. В., лётчик остался жив.

## ТТХ
Модификация Бе-10
- Размах крыла: 22,3 м
- Длина самолета: 33,1 м
- Высота самолета: 11,03 м
- Площадь крыла: 111,8 м²
- Угол стреловидности крыла: 35°
- Масса:
  - пустого самолета: 24 100 кг
  - нормальная взлетная: 45 000 кг
  - максимальная взлетная: 48 500 кг
- Тип двигателя: 2 ТРД Люльки АЛ-7ПБ
- Тяга: 2 × 7500 кгс
- Максимальная скорость: 880 км/ч
- Крейсерская скорость: 800 км/ч
- Перегоночная дальность: 4810 км
- Практическая дальность: 2960 км
- Практический потолок: 12500 м
- Экипаж: 3 чел.
- Вооружение: четыре 23-мм пушки НС-23
- Боевая нагрузка: до 3300 кг в отсеке боевой нагрузки (торпеды, бомбы)

## Интересные факты

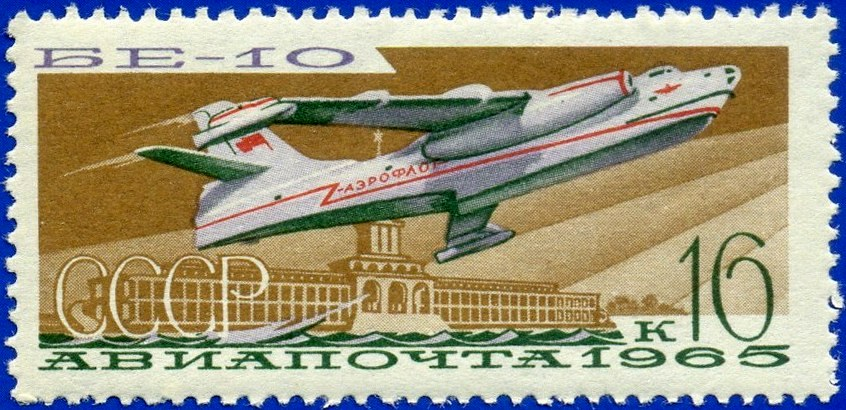
Бе-10 в ливрее Аэрофлота на почтовой марке СССР (1965)

- Уже после того, как последние Бе-10 списали, в 1965 году в СССР была выпущена почтовая марка с Бе-10 в аэрофлотовской ливрее, которую самолет в ходе эксплуатации никогда не носил. Это до сих пор служит поводом появления версий о существовании гражданского варианта летающей лодки, которого в реальности не было[5].
- В 1990 году в Анапе был установлен памятник авиаконструктору А.С. Корытину, на стеле которого расположена модель Бе-10.